# Afrixalus knysnae
Afrixalus knysnae е вид земноводно от семейство Hyperoliidae. Видът е застрашен от изчезване.

## Разпространение
Разпространен е в Южна Африка (Западен Кейп и Източен Кейп).